# Soneto 3
| «» Soneto 3 |
| --- |
| Look in thy glass, and tell the face thou viewest Now is the time that face should form another; Whose fresh repair if now thou not renewest, Thou dost beguile the world, unbless some mother. For where is she so fair whose unear'd womb Disdains the tillage of thy husbandry? Or who is he so fond will be the tomb Of his self-love, to stop posterity? Thou art thy mother's glass, and she in thee Calls back the lovely April of her prime: So thou through windows of thine age shall see Despite of wrinkles this thy golden time. But if thou live, remember'd not to be, Die single, and thine image dies with thee. |
| –William Shakespeare |

Soneto 3 é um dos 154 sonetos escritos por William Shakespeare.

## Sinopse
O soneto começa com a imagem de um espelho e é repetido em outro verso. Há nele uma passagem entre passado, presente e futuro, o poeta se reporta à mãe do interlocutor, quando mistura sua própria imagem quando jovem e a imagem do filho. Da mesma forma, o jovem pode ter uma velhice prevista, por meio de seus próprios filhos.

## Análise
O Soneto 3, tipicamente shakespeariano, apresenta três quadras (quatro linhas cada) e um dístico rimado final (duas linhas).
Este soneto, como muitos dos 154 escritos por Shakespeare, segue principalmente a métrica do pentâmetro iâmbico — isto é, cada linha tem cinco pés, cinco iambos, ou seja, uma sílaba átona e uma tônica.

## Traduções

### Tradução de Thereza Christina Motta
A tradutora propôs-se a fazer uma tradução literal, sem mirar em ritmo, métrica ou rima.
Mira no espelho e descreve o rosto que vês;

Agora é o tempo em que a face deve mudar,

Cujos reparos não tenhas logo renovado,

Terás enganado o mundo, à revelia de tua mãe.

Onde está a bela, cujo ventre não semeado

Desdenha o cultivo de teus cuidados?

Ou de quem será a tumba de um ser tão cioso

De seu amor-próprio para negar a posteridade?

És o espelho de tua mãe, e tua semelhança

Recorda os adoráveis dias de sua primavera;

Então, pela tua idade, poderás ver,

Apesar das rugas, o teu tempo áureo;

Mas se vives para não seres lembrado,

Jamais te cases, e tua imagem fenecerá contigo.

### Tradução de José Arantes Júnior
O tradutor não se prendeu a métrica e ritmo, detendo-se à forma plástica de apresentar sempre 36 caracteres por verso, e para isso em ocasiões foge à concordância nominal. Como nos demais sonetos por ele traduzidos, acrescentou-lhe um título.
O ser e o não ser

Vê o espelho e diga a ti nesta visão:

É tempo de minha face gerar uma nova

E se a tez fresca não tem formação

Embuste ao mundo e à mãe nesta prova.

Onde vai a beleza de insólito ventre

Desdenhando a economia da localidade?

E quem quer ser sepultado consciente

De si mesmo barrando sua posteridade?

Espelha-te tomando tua mãe como meta

Chama a força do início da primavera

E verás da janela, de forma concreta,

A tua época de outo ali à tua espera.

Mas se o ser só se lembra de não ser,

Tua imagem contigo haverá de perecer.

### Tradução deMilton Lins
O tradutor perseguiu o ritmo de versos decassilábicos dado pelo autor, mas não se manteve no pentâmetro iâmbico original.
Olha no espelho e vê na tua face,

Quando esta face deve ser de alguém

Cuja nova feição jamas renasce,

O mundo enganas. e a mamãe não vem.

Onde anda aquela de árida matriz

A desdenhar cuidados na lavoura?

Onde ele que orgulhoso então se diz

Ser a tumba do amor, mutiladora?

De tua mãe já és cópia perfeita:

Explora a semelhança deste dom.

Abre a janela e a vê tal como é feita,

Esquece as rugas desse tempo bom.

Mas se quiseres nunca ser lembrado,

Morre solteiro - e morrerás dobrado.